# 9×39 мм
Набій 9 × 39 мм — серія спеціальних набоїв, що включає модифікації СП-5, СП-6, ПАБ-9. Спочатку серія включала в себе тільки базову модифікацію СП-5 і бронебійну СП-6, пізніше був розроблений дешевший варіант ПАБ-9. Набої цих модифікацій використовуються у «Гвинторіз», «Вал», АК-9, ВСК-94, СР-3 «Вихр», ОЦ-14 «Гроза» та інших зразках зброї.

## Історія розробки
У ході розробки безшумного снайперського комплексу для підрозділів спеціального призначення конструкторам ЦНИИТОЧМАШ довелося зіткнутися з суперечливістю вимог. Використання боєприпасів з дозвуковою швидкістю польоту кулі разом з глушником повинно було забезпечити виконання вимог щодо безшумності, так як виключався звук від балістичної хвилі, однак це суперечило вимогам по точності й пробивної здатності, оскільки зі зменшенням швидкості польоту кулі падає і її забійна дія, а також погіршується настильность траєкторії.
Спочатку передбачалося використовувати в комплексі набій 7,62 УС (індекс ГАУ — 57-Н-231У), для в безшумних комплексів на базі автомата Калашникова. Розрахунки і експерименти показали, що він, хоча і забезпечує належний рівень пробивної дії, а також відповідає вимогам по безшумності, не підходить для застосування в снайперському комплексі через низьку купчастість. Також велися дослідження можливості використання снайперського набою 7Н1 (7,62 × 54 мм R), що мав тоді кращу купчастість серед радянських набоїв. У ході досліджень був створений новий набій, що складається з кулі набою 7Н1 і гільзи пістолетного набою 7,62 × 25 мм ТТ. Він задовольняв вимогам ТТЗ по купчастості, але не забезпечував необхідного рівня забійної дії (позначилася форма кулі, призначеної для надзвукового польоту). Третій варіант полягав в створенні набою із замиканням порохових газів в гільзі. Далі балістичних розрахунків він не пішов через те, що для задоволення вимог по купчастості/пробивної здатності набій повинен був мати 85 мм і масу 50 г, що суперечило вимогам по компактності і легкості зброї.
У результаті конструктором Н. В. Забєліним і технологом Л. С. Дворяніново на базі гільзи набою 5,45×39 мм був розроблений 7,62-мм набій РГ037 з дозвуковою швидкістю польоту кулі, виконаної за схемою кулі набою 7Н1, але зміненої з урахуванням вимог зовнішньої балістики для куль з дозвуковою швидкістю польоту. Загальна довжина набою становила 46 мм, маса — 16 г, маса кулі — 10,6 г, серединне відхилення (R50) на дальності 100 м становило 4 см, а на дальності 400 м — 16,5 см
Гвинтівка РГ036 під цей набій задовольняла вимогам ТТЗ, проте у зв'язку з прийняттям жорсткішого в плані бронепробивності ТТЗ на безшумний автомат конструкторський колектив ЦНДІ Точмаш прийшов до висновку про недоцільність подальших робіт з набоєм РГ037. У середині 1980-х Забєлін і Дворянінова розробили 9-мм снайперський набій СП-5 на базі гільзи набою 7,62 × 39 мм, а конструктор Ю. З. Фролов і технолог Є. С. Корнілова — набій СП-6 з великою пробивною дією.

## СП-5
Снайперський набій для гвинтівки ВСР — виготовлений з високою точністю, має кулю масою 16 грам зі сталевою серцевиною. При стрільбі з гвинтівки ВСК-94 має початкову швидкість 279 м/с. Забезпечує ураження цілей, захищених бронежилетами 1-2 класу захисту.

## СП-6
Являє собою бронебійну модифікацію набою. Являє собою набій з напівоболонковою кулею з серцевиною з карбіду вольфраму. Маса кулі становить 16,2 грама. Траєкторія кулі дещо крутіша, ніж у СП-5 — при стрільбі на граничні дистанції потрібне коригування прицілу. Дозволяє впевнено вражати цілі, захищені бронежилетами до 3 класу захисту на дистанції до 400 метрів і до 4 класу на дистанції 100 метрів, пробиття 8-10 мм сталевої броні.

## ПАБ-9
Набій був розроблений як дешевша модифікація СП-5. Маса кулі трохи вище й становить 17 грам. Має менш круту траєкторію, ніж базовий патрон. Після розробки широко рекламувався, проте серійні закупівлі були обмежені лише кількома партіями. В наш час[коли?] заборонені до використання.

## Виробники
- Климовський спеціалізований патронний завод[1]

## Зброя
Даний набій використаний, зокрема, у таких зразках озброєнь (список може бути неповним):
- 9А-91
- АК-9
- АС «Вал»
- ВСК-94
- ВСС «Винторез»
- ОЦ-11 «Тисс»
- ОЦ-14 «Гроза»
- СР-3 «Вихрь»
- В 2017 був представлений автомат АМБ-17  виробництва «Концерн Калашніков»[3]